# Heeley Motor & Manufacturing Company
Heeley Motor & Manufacturing Company Ltd., zuvor C. Portass & Son Ltd., war ein britischer Hersteller von Maschinen und Automobilen.

## Unternehmensgeschichte
Charles Portass gründete 1899 ein Unternehmen in Sheffield zur Herstellung von optischen und wissenschaftlichen Instrumenten. 1907 wurde daraus die C. Portass & Son Ltd., als sein Sohn Stanley Moore Portass ins Unternehmen eintrat. Zwischen 1914 und 1918 stellten sie Munition sowie Teile für den Flugzeughersteller Sopwith Aviation Company her. 1920 begann die Produktion von Automobilen, konstruiert von H. F. Goode. Der Markenname lautete HFG. 1921 endete die Automobilproduktion. Dann erfolgte die Umbenennung in Heeley Motor & Manufacturing Company. Bis etwa 1930 entstanden Karosserien für Personenkraftwagen, Lieferwagen und leichte Lastkraftwagen. Als Produzent von Maschinen war das Unternehmen bis 1977 aktiv.

## Automobile
Das Unternehmen stellte Kleinwagen her. Die Basis bildete ein Rohrrahmen. Ein luftgekühlter Zweizylinder-Boxermotor war auf der Beifahrerseite montiert, mit einem Reibradgetriebe verbunden und trieb die Hinterachse an. Eine Quelle nennt Motoren mit 8 PS, 9 PS und 12 PS, eine andere nur einen Motor mit 1244 cm³ Hubraum, und eine dritte einen Motor mit 9 PS. Die Karosserie bot Platz für zwei Personen. Der Preis betrug 195 Pfund.